# 山梨英和短期大学
山梨英和短期大学（日语：／ Yamanashi Eiwa Tanki Daigaku *）是过去一所位于日本山梨县甲府市的私立短期大学。

## 概要

### 简介
- 山梨英和大學最早成立于1889年[1][2]，短期大学則于1966年开办[2]、由学校法人山梨英和学院经营。源于加拿大的女传教士创立的山梨英和女学校，以新教為教育基礎。短期大學部與2001年更改為男女共學，而招生到2001年停止[3]，並于2004年正式停辦。

### 历史
- 1966年 山梨英和短期大学成立并同时设置两个学科：
  - 日文科
  - 英文科
- 1969年 两个学科改名为：
  - 日文科→日文学科
  - 英文科→英文学科
- 同年 两个学科改名为：
  - 日文学专攻
  - 英文学专攻
- 1991年 信息文化学科成立。
- 1999年 两个学科改名为：
  - 日文学科→日本文化传播学科
  - 英文学科→英语传播学科
- 2001年 开始招収男学生。招生最后、次年停止招生（正式停办于2004年5月28日[3]）。

### 宪章
- 请参看前山梨英和短期大学的标志 （日語） 2014年*月**日阅览。

## 学校环境
- 校区：山梨县甲府市[注 1]

## 历任校长
- 山田基男：第一代短期大学校长[4]。

## 组织

### 学科
- 日本文化传播学科
- 英语传播学科
- 信息文化学科

### 专科
| - 日文学专攻 - 英文学专攻 |

### 业余课程
| - 没有 |

## 相关链接
- 日本短期大学列表
- 东洋英和女学院大学短期大学部：已停办
- 静冈英和学院大学短期大学部